# Catherine Langlais
Catherine Langlais geborene Catherine Brissot (* 9. April 1955) ist eine französische Ingenieurin und Chemikerin, die sich auf Festkörperchemie spezialisiert hat. 

## Leben
Inspiriert von Anne Chopinet besucht sie die École nationale supérieure des mines de Nancy, die sie mit einem Diplom abschließt. Sie absolvierte ihr Abschlusspraktikum über Passivhäuser im Labor PROMES-CNRS. Anschließend verbrachte sie ein Jahr in Kalifornien, wo sie an der Stanford University einen Master-Abschluss in Maschinenbau erwarb und sich auf Solarenergie spezialisierte. Im Jahr 1978 trat sie als Forschungsingenieurin in das industrielle Forschungszentrum in Rantigny ein, das zur Isoliersparte von Saint-Gobain gehört. Dort hatte sie verschiedene Positionen inne, die sich auf das Wissen über die physikalischen Eigenschaften von Dämmstoffen auf Mineralwollebasis und die Entwicklung innovativer Produkte konzentrierten.
Seit 2000 ist sie Generaldirektorin von Saint-Gobain Recherche, einem großen Industrielabor im Bereich der Werkstoffe.

## Ehrungen
- Von 2009 bis 2013 war sie Vizepräsidentin des französischen Rates für Wissenschaft und Technologie Haut Conseil de la science et de la technologie.[3]
- Seit 2014 ist sie Vizepräsidentin bzw. Präsidentin der Société française de physique.[4][5]
- Sie ist Mitglied der Jury des Roberval-Preises.[5]
- Seit 2013 ist sie Mitglied der Académie des technologies.[6]

## Auszeichnungen
- 1990: Aniuta-Winter-Klein-Preis der Académie des sciences für ihre Arbeiten über die physikalischen Eigenschaften von Glasfaserisolierstoffen.[7]
- 2008: Irène-Joliot-Curie-Preis für Frauen und Unternehmen[8]
- 2012: Ritter des Nationalen Ordens der Ehrenlegion[9]